# Hybrid Theory
Hybrid Theory e името на първият албум на Linkin Park. „Hybrid Theory“ излиза на 24 октомври 2000 г. и е най-продаваният албум за 2001 година, когато са продадени над 20 милиона копия като към този момент албума е продал над 24 милиона копия.

## Музикален стил на албума
Повечето песни в албума са сливане на хардрок и хип-хоп. Този шаблон се употребява напълно в някои парчета, като One Step Closer и Runaway.
Hybrid Theory е забележителен и с факта, че в него няма никакви ругатни, които са много типични за ню метъл бандите.

## Списък на песните в албума
Диск 1
- 1 Papercut – 3:05
- 2 One Step Closer – 2:36
- 3 With You – 3:23
- 4 Points of Authority – 3:20
- 5 Crawling – 3:29
- 6 Runaway – 3:04
- 7 By Myself – 3:10
- 8 In the End – 3:36
- 9 A Place for My Head – 3:05
- 10 Forgotten – 3:14
- 11 Cure for the Itch – 2:37
- 12 Pushing Me Away – 3:12

Диск 2 (Пуснат е в ограничен тираж)
- Papercut (На живо от Docklands Arena, Лондон) – 3:13
- Points Of Authority (На живо от Docklands Arena, Лондон) – 3:30
- A Place For My Head (На живо от Docklands Arena, Лондон) – 3:11
- My December (Майк Шинода) – 4:20
- High Voltage (Майк Шинода) – 3:45

## Продажби
- Златен – 12 януари 2000
- Платинен – 1 октомври 2001
- 2x Платинен – 6 август 2001
- 3x Платинен – 08.24.2001
- 4x Платинен – 10.24.2001
- 5x Платинен – 12 юни 2001
- 6x Платинен – 1 август 2002
- 7x Платинен – 01.31.2002
- 8x Платинен – 04.30.2002

Албумът е най-продавания в САЩ за 2001 г. и 5-и по продаваемост за 2002 г. Hybrid Theory е най-популярния неометъл албум, подобно на албумите създадени от Лимп Бизкит, Кид Рок, Papa Roach, P.O.D. и Корн.
Hybrid Theory е удостоен със статуса „Диамант“ (10 пъти платинен) в САЩ. За началото на 21 век е най-продавания дебютен албум, продал над 20 млн. копия до октомври 2006. Освен това той е разглеждан като най-комерсиалния албум от неометъл жанра. MTV2 го класира в листата си за „22 Най-велики CD-та“ за последните 20 години.